# Taxonómiai sorrend
A taxonómiai sorrend a taxonoknak az evolúciós fejlődésük alapján való sorba rendezése egy adott élőlénycsoporton belül.
A biológusok korábban az egyes taxonok „evolúciós fejlettségét” vagy „evolúciós korát” vették alapul a sorrend meghatározásához, a „kezdetlegesebbnek” vagy „ősibbnek” tartott taxonoktól a „fejlettebb” vagy „fiatalabb” taxonok felé haladva. A legkorszerűbb evolúciós biológia azonban mára már túllépett ezen a leegyszerűsítő felfogáson és a taxonok kapcsolatát ehelyett a jóval összetettebb filogenetikus családfa keretén belül szemléli. A ma követett taxonómiai sorrend e filogenetikus családfa elágazások nélküli sima listává alakított változata, amely tehát nem jelent lineáris leszármazási vonalat (az ősibbtől a fiatalabbig), de a taxonok nevének egymástól való távolságában megmutatkozik az evolúciós távolságuk.
A magyar Wikipédia az élőlényekről szóló szócikkeinek rendszertani listáinál általában ezt a filogenetikus alapú taxonómiai sorrendet követi.